# Sportivo Italiano
Club Sportivo Italiano jest argentyńskim klubem piłkarskim z siedzibą w Vicente López, będącym częścią zespołu miejskiego Buenos Aires.

## Osiągnięcia
- Mistrz drugiej ligi: 1986
- Mistrz trzeciej ligi (4): 1962, 1974, 1996 (Apertura), 2008/09
- Mistrz Tercera de Ascenso: 1960

## Historia
Klub założony został 7 maja 1955 przez włoskich imigrantów w Vicente López w zespole miejskim Buenos Aires, blisko granic administracyjnych miasta. Klub przystąpił do związku piłkarsiego A.C.I.A. (Associazione del Calcio Italiano in Argentina). W 1959 klub przystąpił do Asociación del Fútbol Argentino i rozpoczął występy w lidze Tercera de Ascenso. Dnia 7 lipca 1978 nastąpiła fuzja z klubem Sociedad Italiana i zmiana nazwy na Deportivo Italiano. W roku 2000 klub wrócił do poprzedniej nazwy - Club Sportivo Italiano. Klub grał na ogół w drugiej lub trzeciej lidze argentyńskiej. Jednak w sezonie 1986 grał także w pierwszej lidze, z której spadł w sezonie 1986/87. Dnia 10 października 2005 oddano do użytku stadion klubu Estadio de Sportivo Italiano, mogący pomieścić 6200 widzów. Obecnie drużyna występuje w trzeciej lidze - Primera B Metropolitana.